# Villamanín
Villamanín település Spanyolországban, León tartományban. Lakosainak száma 876 fő (2024).

## Földrajza
Villamanín Cármenes, La Pola de Gordón, Sena de Luna, Lena és Aller községekkel határos.

## Népesség
A település lakosságának változását az alábbi diagram mutatja:
| Lakosok száma | 1262 | 1161 | 1091 | 1125 | 1109 | 1053 | 958  | 949  | 905  | 876  |
|               | 2001 | 2004 | 2007 | 2009 | 2012 | 2014 | 2017 | 2019 | 2022 | 2024 |